# 羚羊英畝 (加利福尼亞州)
羚羊英畝（英語：Antelope Acres）是位於美國加利福尼亞州洛杉磯縣的一個非建制地區。該地的面積和人口皆未知。

## 地理
羚羊英畝的座標為34°45′16″N 118°17′22″W / 34.75444°N 118.28944°W，而該地的平均海拔高度為739米（即2425英尺）。